# サンツアー

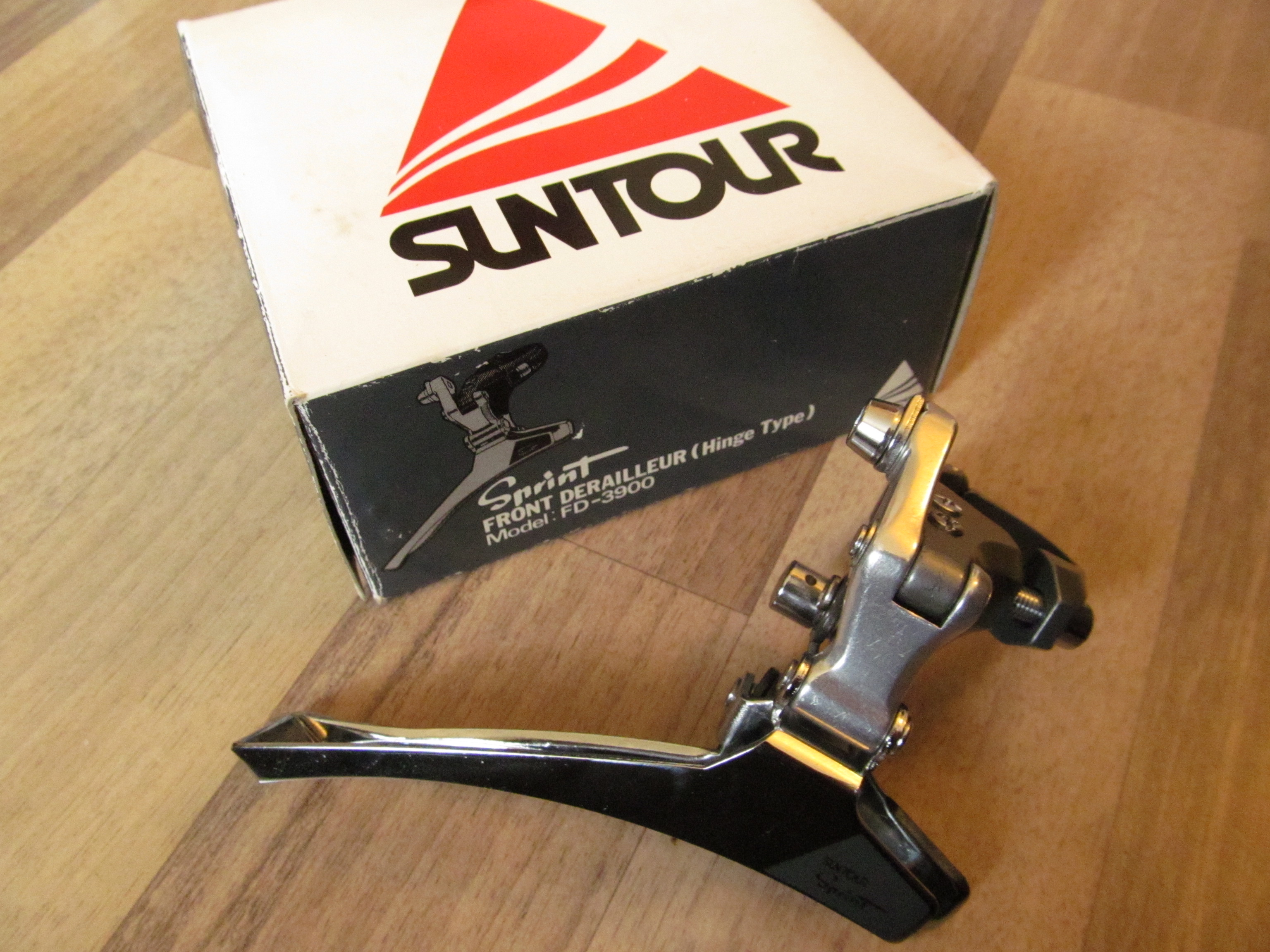
サンツアースプリントのフロントディレイラー

サンツアー（Suntour）は自転車部品のブランドのひとつである。

## サンツアーブランド
サンツアーブランドは、昭和20年代末、東京の岩井製作所が発売した外装3段のサンツアー変速装置に始まる。同所の専門はネジであったが、社長岩井経一の発案から生まれたものである。日本における自転車用外装変速システムは、それ以前にもレース車用や、製造販売された先行例も存在しているが、前田の社史ではこれを「ツーリング車用としては」初の国産「量産」製品であった、としている。岩井製作所はリアディレイラーとレバーを作ったが、対応する多段スプロケットとフリーホイールを求めており、1954年（昭和29年）の半ばに堺の前田鉄工所（詳細は#マエダ工業の節を参照）と接触する。岩井と前田は共同して開発と製品化を推め、それぞれの地元である関東と関西に、リア3段変速の「サンツアー・エイト」を売り出した（この時期には他に「8.8.8 サンツアーワイド」等といった製品もある）。
1957年（昭和32年）末に岩井製作所の経営がゆきづまり、その後倒産したため、前田鉄工所がリアディレイラーとサンツアーブランドを引き継いだ。2014年現在において、自転車部品についてサンツアーと言った場合、この前田鉄工所・マエダ工業のブランドを指すことがもっぱらである。前田はその後、わずかな競走車以外は実用車がほぼ全てであった日本輪界へのスポーツ車の普及、海外市場への進出、日本型ミニサイクルの創出など幅広く発展し、サンツアーブランドもそれにともなった。
1970年代になるとシマノ、カンパニョーロは、自転車の主要部品全てをセットとして開発・供給する、ということを始めた（シマノの呼び方ではコンポーネント）。コンポーネントにより総合的なチューニングが可能になるといった技術上の利点が強調されるが、実際上の利点としては、複数パーツメーカーと個別に取引することなく、シマノとの取引のみで済むという点が自転車メーカーへの魅力となった。
前田をはじめ他の部品メーカーは、「サンツアー」を共通ブランドとし、コンポーネント相当として対抗した。輸出においては、協力関係にあったメーカー各社はパーツに「サンツアー」マークを付して前田に供給し、前田でこれをコンポーネントとして輸出した。パーツメーカーとその製品として、栄輪業、杉野鉄工（現スギノテクノ）のクランク、吉貝機械金属のブレーキやヘッドパーツ、三ヶ島製作所のペダルなどがあった。中には「MK-3」ペダルのように「三ヶ島」刻印の上に「サンツアー」ブランドステッカーが貼られていた、というようなものもあった。
1990年代のマエダ工業の経営危機により、その後のサンツアーブランドは自転車部品業界をさまようこととなった。2014年現在、栄輪業の略称「SR」とつなげた「SRサンツアー」が、台湾の榮輪科技股份有限公司のブランドとして使われているが、マエダ時代の主力パーツであったディレイラーなどは継承されていない。サンツアーの「正三角形に波線2本」ロゴは、マエダのOBによって設立されたジョイジャパンが使用しており、同社は2014年現在SunXCD（サンエクシード）というブランドで、自転車部品を供給している。

### サンツアーコンポーネント
- ロードバイクコンポーネント
  - シュパーブ・プロ（Superbe Pro ）
  - スプリント（Sprint ）
  - SL
  - CYCLONE(7000)
  - GPX
  - RADIUS
  - EDGE(4050)
  - BLAZE(3040)

- オフロードバイクコンポーネント
  - XC PRO(MD)
  - XC COMP(MD)
  - XC (9000)
  - XC LTD
  - XC EXPERT(MD)
  - XCD(6000)
  - X-1
  - XC SPORT(MD)
  - XC SPORT(7000)
  - XCE(4050)
  - XCM
  - S-1

いずれも売却前、1988～1994年時点での主なラインナップ。1990年代には栄輪業も製作した。それ以前では各社の持ち寄り色がより強かった。
- - シュパーブ（Superbe ）
  - ROAD VX
  - LE PREE
  - ARX

## マエダ工業
明治も後半になると、日本の地方都市でも自転車が見かけられるようになった。堺は鉄砲鍛冶の伝統のある商工業都市であったため、最初は修理から、次第に自転車部品の製造が行われるようになり、大正期には部品製造業界が成り立つに至った。
1922年（大正11年）9月、当時の堺の自転車業界では代表格にあった「日の本鉄工所」から独立した職人・前田鹿之介が設立したフリーホイール製造販売業者前田鉄工所が、マエダ工業のはじまりである。丁寧な仕事で信頼性の高い部品を送り出し、前田鉄工所は8.8.8.（サンパチ）フリーの製造元として認知され順調に業績を伸ばしていった。8.8.8.の意匠は、当時輸入されていたイギリス製高級自転車バーミンガム・スモール・アームズ（BSA、日本ではオートバイでも知られる）に遠目から見て似せた「字を三つ使った意匠」が自転車業界（輪界）で好んで用いられていた一例である。（シマノは333を使っていた。このようなことは、当時の日本ではコピー商品と卑下されることはなく、むしろ「国産化」といわれその技術力向上が賞賛されるものだった。）
第二次世界大戦中は、統制（企業整備令）により、1943年（昭和18年）5月、前田を中心とした11社を合同した有限会社東亜精機工作所が設立され、銃弾や海軍の機器の部品を製造した。当時の堺市は軽工業全体が軍需産業に転換していたため米軍の標的となり、1945年（昭和20年）7月9日夜半、米国陸軍航空隊のB-29戦略爆撃機部隊の空襲を受けた。この空襲で前田鉄工所は工場の一棟だけが半焼で残り、焼け跡には何台かの旋盤が無事に残っていた。加えて空襲に備えてフリーの仕掛品や材料を疎開させていたため、戦後早い時期からフリーの生産を再開することができた。1982年の記念誌『銀輪讃歌』中の年表によれば、8月15日の終戦と同時にフリーホイール専門工場に復帰し、1949年（昭和24年）1月に「有限会社前田鉄工所」に社名を変更している。
サンツアーブランドの誕生は1950年代末である（前述）。また社名としては米国法人を1978年4月にマエダインダストリーオブU.S.A.からサンツアーU.S.A.に変更している。
自転車の後ろ外装型変速機は、以前はその平行四辺形のリンクの軸が車体面と平行に設置されていたため、外装ギアの刃先から離れた位置をほぼ水平にガイドプーリーが移動していた。サンツアーはこれを斜めに設置し、ガイドプーリーが外装ギアの刃先に沿って移動する斜め平行四辺形（slant parallelogram）方式を発明し、特許を取得した（1964年出願、日本国特許 517462（特許公告 S42-23485）、U.S. Patent 3364762）。この方式は1984年の特許期限後、各社が採用した。
前田は1960年代末からアメリカの自転車メーカーに変速機提供をおこなった。自転車ブームとなった1970年代前半にはその勢いを増し、1974年から1984年が会社の最盛期となった。マエダ工業株式会社への社名変更は1975年である。アメリカの自転車ブームは相当な規模となり、従来アメリカに部品を供給していたヨーロッパの主力部品メーカーの供給力が追いつかなくなり、日本の部品メーカーにその門戸が開かれた。当初は低価格品の置き換えだったがすぐにその品質が認められるようになった。ロードレーサー向けのCyclone（1975年）、シュパーブ（1977年）、シュパーブ・プロ（1981年）、マウンテンバイク向けのXC-シリーズ（Pro、Comp、LTD、他）といった製品があった。
この時期の1975年から河合淳三が社長となり、以降、会社の吸収合併まで舵をとった。スプリント競技世界選手権で1977年から1986年まで10連覇した中野浩一はサンツアー専属契約選手で、サンツアー製品がこの10連覇を支えていた。
今では当たり前になっている、ドロップハンドルに手を置いたままシフト操作が可能なレバーも、サンツアーが嚆矢となった。サンツアーが機材供給していた選手が、従来からあった「Wレバー」をドロップハンドルに溶接し、手元で変速できるようにしているのを見て、そのレバーの形状を蝶ネジ形状にし、金属バンドで締め付けて取り付けられるようにして、「コマンドシフター」と名づけて発売したものである。
1982年に発行された創業60年記念誌には、その後の陰りのきざしは見られない。しかし1985年には急激な円高となり輸出企業にとって嵐の時代となった。この年シマノから「SIS（シマノインデックスシステム）」が登場しサンツアーも含めた他社製品が駆逐される契機となった。同時にこのころ、前述の特許の期限により、斜め平行四辺形方式を他社が一斉に採用したため、サンツアーのリアディレイラーの競争力が低下していた。しかも過去10年間で労働コストが上昇していた上での円ショックのため、日本製は低価格では台湾製に太刀打ちできなくなっていた。これにサンツアーが対応できたのは1988年で、低価格品用に台湾工場が作られた。しかし1980年代後半にサンツアーの売上は下降した。Frank J. Bertoは調査報告Sunset for SunTourの中でいくつかの要因を挙げているが、その中にはインデックスシフトの流れに1年乗り遅れたこと、が入っている。
シマノ工業と雌雄を競う自転車部品の大ブランドだったが、マエダ工業は1990年頃から経営危機に陥り、大阪のモリ工業が1990年から1993年にかけておこなった一連の吸収合併を経て、サンツアーブランドは栄輪業のブランドSRと一緒になりSRサンツアーとなった。この時期には一時的に会社名にもサンツアーが使われた（下部参照）。
1990年までは技術的にシマノと同等性能を維持し、1990年代にも話題性のあるパーツを発表したが経営不振を挽回するには至らなかった。この時期の代表的なものに、メンテナンスフリーの廉価サスペンションフロントフォーク「DuoTrack」、オフロードバイク用のブレーキレバー一体型変速レバー「エルゴテックシフター」、転倒時の故障を防ぐため車体横への出っ張りをなくした変速機「S-1」、カンティブレーキの制動力を高める特殊チドリ「パワーハンガー」などがある。

## 社名サンツアー
1990年（平成2年）11月に大阪のモリ工業が茨城県筑波郡谷和原村の自転車部品製造メーカー、栄輪業株式会社に資本参加した。さらにモリ工業は1991年（平成3年）10月にマエダ工業に資本参加。
資本参加でサンツアーの名称を手に入れたモリ工業は、約2年後の1993年（平成5年）7月に栄輪業を社名変更するにあたり株式会社エスアール・サンツアーとサンツアー名を社名に冠した。さらに3ヵ月後の1993年10月に、連結子会社のモリ金属株式会社にマエダ工業を合併させ株式会社モリ・サンツアーを設立。モリ金属はモリ工業の大阪地区の子会社4社を合併させて1984年(昭和59年)に創業した会社である。（モリ工業社史では株式会社エスアール・サンツアーが誕生したのは1993年だが、台湾のSRサンツアーの社史では「SRサンツアー」の始まりは1987年からとされている。）
会社名となったサンツアーだったが、1995年（平成7年）4月、自転車部品事業から撤退するために親会社であるモリ工業が株式会社エスアール・サンツアーを吸収合併という形で消滅させ、株式会社モリ・サンツアーもモリ金属株式会社（大阪府堺市美原区）と旧社名に復帰し、サンツアーの名前はいずれの社名からも消えた。

## 台湾 SRサンツアー
エスアール・サンツアーは台湾で"SRサンツアー"となった。SRは"Sakae Ringyo"の頭文字である。SRサンツアー社史では、「1987年、栄輪業の出資によってSRサンツアーを東京に設立し、翌年1988年に台湾の彰化県福興郷福興工業区に工場を建設、自転車用アルミコンポーネントを生産開始、1991年にはベルギー工場を建設し、1992年には台湾でマエダ工業とディレイラーを生産開始」としている。
1994年末にモリ工業が自転車事業撤退を決定したため、旧栄輪業社長でエスアール・サンツアー社長だった小林大裕が1995年7月にモリ工業からサンツアーの商標権と台湾工場を買収した。しかし以前のサンツアー製品の特許権などは取得していない。モリ工業は自転車事業から撤退し、日本国内の自転車部品生産設備は廃棄処分とされた。小林大裕がSRサンツアーブランド商品の生産販売を行う「榮輪科技股份有限公司（Taiwan Sakae Ringyo Co., Ltd.）」の社長となり事業を仕切った。2000年には日本オフィスを設置した。
SRサンツアーブランドの日本への輸入は、以前はサスペンションフロントフォーク、クランク（Superbe Compなど）、変速機が完成車に装着された程度であったが、旧GTバイシクルズの日本支店として設立されてGT買収後に独立したライトウェイ・プロダクツ・ジャパンが取扱を開始し、クランク、ピラー、フォーク、ブレーキ、ブレーキパーツ、ペダルなどがパーツ販売されるようになってきた。
2001年より中国・広東省深圳市宝安区公明に生産拠点「榮輪科技（深圳）股份有限公司」設立。
現在の中国語社名は「榮輪科技股份有限公司」、英文社名は「SR SUNTOUR INC.」、2008年現在、董事長は小林大裕、総経理は中村不二男、田中直治昆山工場総経理と言う体制である。本社所在地は彰化県福興郷福興工業区興業路7号。

## 参考
- マエダ工業六十周年記念『銀輪讃歌』(社史、非売品), 1982年4月10日発行（NCID BN05641529）

1. ↑  日本においてCIが重要視される以前については、ロゴ等の表記は一定していない。
2. ↑  『銀輪讃歌』 p. 75
3. 1 2  『銀輪讃歌』 p. 76
4. ↑  http://joy-japan.com/parts.html
5. ↑  『銀輪讃歌』 p. 55
6. ↑  『銀輪讃歌』 p. 64
7. ↑  『銀輪讃歌』 pp. 186～187
8. ↑  『銀輪讃歌』 p. 194
9. ↑  こちらの動画を参照 http://www.youtube.com/watch?v=1J004MECZqs
10. ↑  英語のslant parallelogramを素直に訳した「斜め平行四辺形」とするのが正しい。これを異形平行四辺形とする者もいるが、リンクは普通の平行四辺形であって歪ませているわけではないので、正しくない（ただし当初の発明の後に、わずかに（0.5mm程度）不等長にし、変速式自転車独特の斜めのチェーンラインに最適化する小改良を加えており、そのことを指している可能性はある）。またマエダはスラントパンタグラフとしていたが、必ずしも間違いではないがパンタグラフは四辺が等長のものを指すことも多く、特許の文面や現在の英語圏の技術文献等ではslant parallelogramが使われている。
11. 1 2  SR SUNTOUR history
12. ↑  Bicycle Retailer & Industry News 2008年7月5日 "A-Team Profile — Daisuke Kobayashi" 中国自転車業界情報新聞